# Liane Buhr
Liane Buhr, född den 11 mars 1956 i Pritzwalk i Tyskland, är en östtysk roddare.
Hon tog OS-guld i scullerfyra i samband med de olympiska roddtävlingarna 1980 i Moskva.